# ハンプトン・ファンチャー
ハンプトン・ランスデン・ファンチャー（Hampton Lansden Fancher、1938年7月18日 - ）は、アメリカ合衆国の脚本家、映画プロデューサー。

## 私生活とキャリア
カリフォルニア州イーストロサンゼルスでメキシコ・デンマーク系の母親とアメリカ人医師の父親のもとに生まれる。15歳の時にスペインに行ってフラメンコのダンサーとなり、「Mario Montejo」と改名した。1953年から1963年のあいだにジョアン・マクナッブ、1963年から1965年のあいだに『ロリータ』に出演したスー・リオンと結婚したが、いずれも離婚している。
1950年代後半より俳優としての活動を開始し、多くのテレビドラマに出演する。その後彼は脚本業に興味を抱くが、完全に転身したのは1977年のことであった。
1975年、フィリップ・K・ディックの1968年のSF小説『アンドロイドは電気羊の夢を見るか?』の権利獲得に失敗すると、ファンチャーは友人のブライアン・ケリーを送った。ディックの了承を得るとファンチャーはケリーがプロデューサーのマイケル・ディーリーの支援を得る前に脚本を書き上げた。これによりファンチャーは製作総指揮も兼任したが、最終的に監督のリドリー・スコットとの意見の相違から途中降板し、代わりに起用されたデヴィッド・ピープルズが脚本を改訂した。スコットはファンチャーによる初期案が映画の世界を充分に掘り下げておらず、内面のドラマに集中する道を選んでいると感じていた。またファンチャーは執筆作業が遅すぎたことからスタッフから「Happen Faster」というニックネームで呼ばれていた。完成した映画『ブレードランナー』は1982年に公開された。
『ブレードランナー』の後、ファンチャーはデンゼル・ワシントン主演の『刑事クイン/妖術師の島』（1989年）とオーウェン・ウィルソン主演の『クアドロフォニア -多重人格殺人-』を執筆した。また『クアドロフォニア』では監督も兼任した。
2017年には『ブレードランナー』の35年ぶり続編となる『ブレードランナー 2049』で原案・脚本を務めた。

## 主なフィルモグラフィ
- ブレードランナー Blade Runner (1982) 脚本・製作総指揮
- 刑事クイン/妖術師の島 The Mighty Quinn (1989) 脚本
- クアドロフォニア -多重人格殺人- The Minus Man (1999) 監督・脚本
- 2036: ネクサス・ドーン 2036: Nexus Dawn (2017) 短編、脚本
- ブレードランナー 2049 Blade Runner 2049 (2017) 脚本・原案